# Mise à jour (album de Jul)
Pour les articles homonymes, voir Mise à jour.
Albums de Jul
Décennie
(2024) Inarrêtable
(2024)
Mise à jour est le vingt-deuxième album studio du rappeur français Jul sorti le 7 juin 2024 sous le label D'or et de Platine.

## Liste des titres
| 1.    | Mafiosa                                   | Univers Sound                 | 5:08 |
| 2.    | Me prends pas la tête                     | Nass Prod, Zeeko & Veteran    | 3:20 |
| 3.    | Tié fou                                   | Wallaski & Yahia              | 3:37 |
| 4.    | Je change pas                             | Navigators Crew & Temmy Beats | 3:12 |
| 5.    | Le couz du 12                             | Navigators Crew & Temmy Beats | 2:54 |
| 6.    | Holà que tal ?                            | MB                            | 2:23 |
| 7.    | Vrai sancho                               | MB                            | 3:41 |
| 8.    | GTA                                       | Prodweiler                    | 3:48 |
| 9.    | Dans l'RS3                                | Jul                           | 3:31 |
| 10.   | Il pleut des balles (feat. SDM)           | Boumidjal & HoloMobb          | 2:52 |
| 11.   | No remords                                | Univers Sound & Rainy         | 3:57 |
| 12.   | Vida loca (feat. Morad)                   | Kakou                         | 3:37 |
| 13.   | I'm sorry                                 | AL Prod                       | 4:39 |
| 14.   | Non-stop (feat. A-Deal & Moubarak & Zbig) | 71 Beats                      | 3:31 |
| 15.   | Ça tire (feat. Houari & Kamikaz)          | ToMBeaTs & SRK                | 3:13 |
| 16.   | Plein de manies                           | Kakou                         | 3:06 |
| 17.   | BB                                        | MB                            | 2:49 |
| 18.   | J'ai pris le mic                          | Prodweiler                    | 3:38 |
| 19.   | C'est ce que je voulais                   | Kakou                         | 3:11 |
| 20.   | L'alien                                   | TLC Beatz                     | 4:08 |
| 21.   | Visage masqué                             | Zeeko, Veteran & Banshee      | 3:08 |
| 22.   | La Chabrand                               | Blatt & Z.Prod                | 2:57 |
| 76:20 |                                           |                               |      |

## Clips vidéos
- J'ai pris le mic : 8 mai 2024[2]
- Tié fou : 7 juin 2024[3]
- Me prends pas la tête : 9 juin 2024[4]
- Mafiosa : 28 juin 2024[5]
- Holà que tal ? : 8 juillet 2024[6]

## Classements et certifications

### Classement par pays
| Classements (2024)           | Meilleure position |
| ---------------------------- | ------------------ |
| Belgique (Flandre Ultratop)  | -                  |
| Belgique (Wallonie Ultratop) | -                  |
| France (SNEP)                | 1                  |
| Suisse (Schweizer Hitparade) | -                  |
| Suisse (Charts Romandie)     | -                  |

### Certifications et ventes
| Région        | Certification | Ventes/Streams |
| ------------- | ------------- | -------------- |
| France (SNEP) | Platine       | 105 725        |